# Camarilla de Sichuan

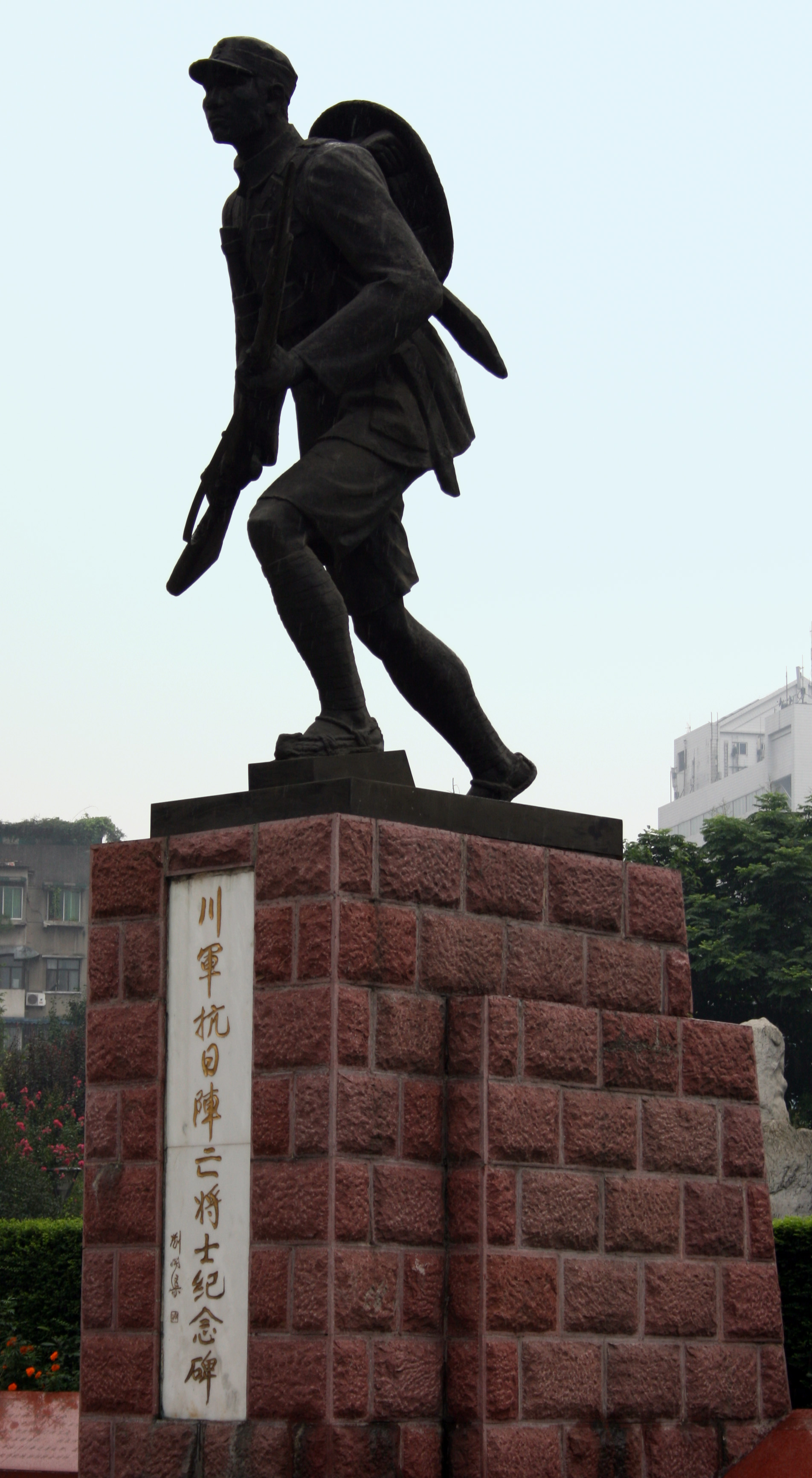
Monumento a los mártires del Ejército de Sichuan en la segunda guerra sino-japonesa, ubicado en el Parque del Pueblo de Chengdu.

La Camarilla de Sichuan fue un grupo de señores de la guerra que existió durante la era de los señores de la guerra en China. Durante el período entre 1927 y 1938, Sichuan estuvo controlada por cinco señores de la guerra: Liu Xiang, Yang Sen, Liu Wenhui, Deng Xihou, y Tian Songyao.

## Introducción
Ningún señor de la guerra tuvo suficiente poder para vencer a los demás, y ocurrieron mucha batallas, enfrentándolos a unos contra otros. Rara vez se desarrollaron grandes conflictos, pues los complots y las escaramuzas caracterizaron la escena política de Sichuan, al mismo tiempo que emergían y se desvanecían efímeras coaliciones y anti-coaliciones con igual rapidez.
Sin embargo, Liu Xiang era el más influyente de los generales de Sichuan. Controlaba Chongqing y sus áreas circundantes. Dicha región, en las riveras del río Yangtzé, era muy rica gracias al comercio con las provincias río abajo y, por lo tanto, controlaba gran parte de la actividad económica de Sichuan. Desde esta posición de fuerza, entre 1930 y 1932, los Generales Liu Wenhui y Liu Xiang fortalecieron sus tropas, organizando una pequeña fuerza aérea y una fuerza de carros de combate.
En 1935, Liu Xiang depuso a su tío y rival, Liu Wenhui, pasando a ser el Jefe del Gobierno de la Provincia de Sichuan, con el apoyo de Chiang Kai-shek.

## Segunda Guerra Mundial
En la segunda guerra sino-japonesa, la Camarilla de Sichuan hizo una gran contribución  contra el Ejército Japonés. Los datos muestran que, del total de muertos y heridos (3.26 millones en total), unos 2.24 millones eran de Sichuan. Esto se puede ver especialmente, entre 1939 y 1945, la cifra de soldados muertos fue de 646,000 de Sichuan de un total de 850,000 chinos. En la Batalla de Shanghái, casi todos los 170,000 soldados de Sichuan murieron en combate, pues solamente 2,000 lograron retirarse hacia la Provincia de Hubei. Nueve generales del Ejército Nacional Revolucionario murieron en la Segunda Guerra Mundial, tres de los cuales (Li Jiayu, Wang Mingzhang y Rao Guohua) pertenecían a la Camarilla de Sichuan. [cita requerida]

## Recordación
El 15 de agosto de 1989, el gobierno de la ciudad de Chengdu construyó un monumento conmemorativo en Wannian, Chengdu.